# دنپاسار
دنپاسار (اندونزیایی: Denpasar) شهری در استان بالی کشور اندونزی است. جمعیت این شهر بر اساس سرشماری سال ۱۹۹۰ میلادی، ۳۴۵٫۱۵۰ نفر و بر اساس سرشماری سال ۲۰۰۰ میلادی، ۳۸۷٫۴۷۷ بوده که در سال ۲۰۰۷ میلادی به ۴۱۲٫۶۳۳ نفر افزایش یافته‌است.

## نگارخانه

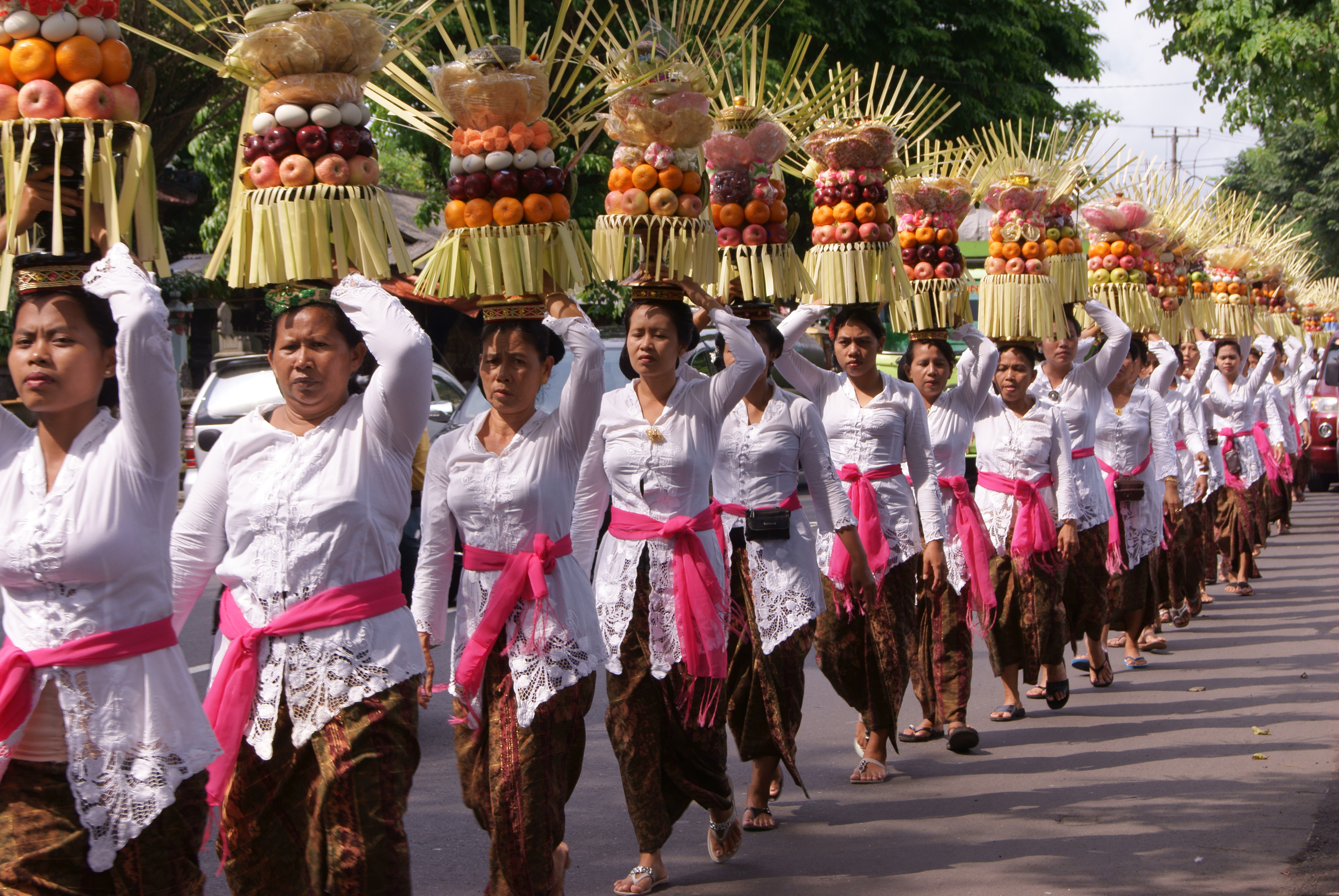
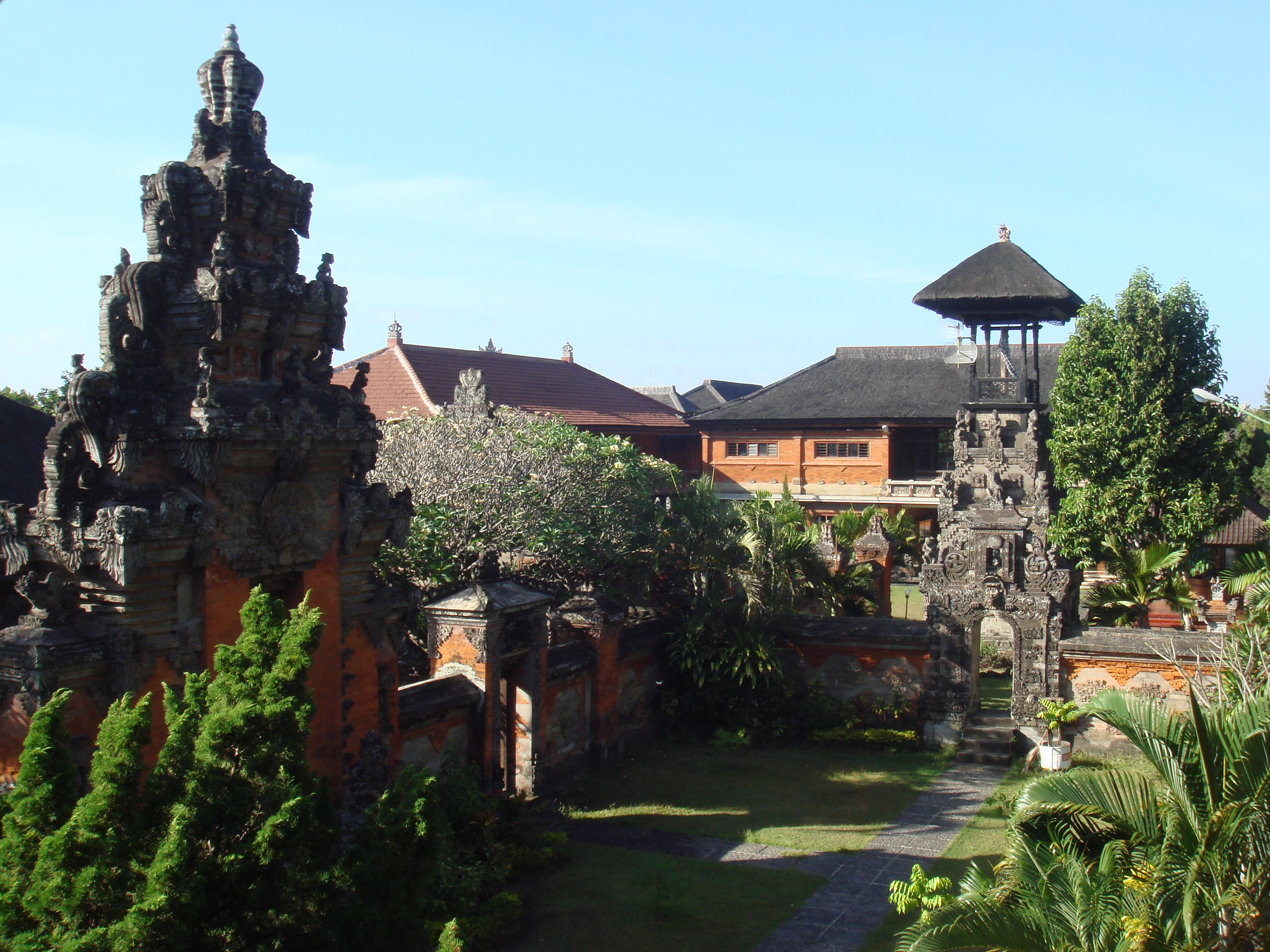